# Limnonectes toumanoffi
Limnonectes toumanoffi é uma espécie de anfíbio da família Ranidae.
Pode ser encontrada nos seguintes países: Camboja e Vietname.
Os seus habitats naturais são: florestas secas tropicais ou subtropicais e rios.
Está ameaçada por perda de habitat.